# Nordrach
Nordrach es un municipio alemán de unos 2.000 habitantes en el distrito de Ortenau, Baden-Wurtemberg. Está ubicado 25 km al este de Offenburg en la Selva Negra Occidental. Se extiende por 10 km a lo largo del Talbach (arroyo del valle) que antes también fue llamado Nordrach y el valle es un valle lateral del valle del río Kinzig.

## Puntos de interés
- Museo de muñecas y juguetes (Puppen- und Spielzeugmuseum)[3]
- Mirador sobre el monte Mooskopf (871 m s. n. m.), una torre panorámica construida en 1890[4]